# Kentucky Derby 1924
Kentucky Derby 1924 var den femtionde upplagan av Kentucky Derby. Löpet reds den 17 maj 1924 över 1 1⁄4 miles (2 012 m). Löpet vanns av Black Gold som reds av J. D. Mooney och tränades av Hanley Webb.
Förstapriset i löpet var 52 775 dollar. 19 hästar deltog i löpet. Då Black Gold segrade i löpet, blev ägaren och uppfödaren Rosa M. Hoots den andra kvinnan att segra i löpet som ägare, samt den andra kvinnan att föda upp en vinnare. Det var dock den första gången någonsin som en kvinna stod både som ägare och uppfödare av en vinnare.

## Resultat
| P  | S  | Häst          | Jockey             | Tränare                 | Ägare               | Odds  |
| -- | -- | ------------- | ------------------ | ----------------------- | ------------------- | ----- |
| 1  | 1  | Black Gold    | J. D. Mooney       | Hanley Webb             | Rosa M. Hoots       | 1.75  |
| 2  | 13 | Chilhowee     | Albert Johnson     | John C. Gallaher        | Gallaher Brothers   | 15.25 |
| 3  | 10 | Beau Butler   | Lawrence Lyke      | Herbert J. Thompson     | Edward R. Bradley   | 10.25 |
| 4  | 7  | Altawood      | Lawrence McDermott | G. Hamilton Keene       | C. Bruce Headley    | 19.10 |
| 5  | 12 | Bracadale     | Earl Sande         | Sam Hildreth            | Rancocas Stable     | 3.40  |
| 6  | 2  | Transmute     | Linus McAtee       | James G. Rowe Sr.       | Harry Payne Whitney | 10.25 |
| 7  | 5  | Revenue Agent | Dave Hurn          | Carroll H. Shilling     | Gifford A. Cochran  | 26.75 |
| 8  | 6  | Thorndale     | Benny Marinelli    | Fred Burlew             | Benjamin Block      | 10.70 |
| 9  | 3  | Klondyke      | Ivan H. Parke      | James G. Rowe Sr.       | Harry Payne Whitney | 10.25 |
| 10 | 9  | Mad Play      | Laverne Fator      | Sam Hildreth            | Rancocas Stable     | 3.40  |
| 11 | 4  | King Gorin II | Mack Garner        | Pete Coyne              | Pete Coyne          | 36.60 |
| 12 | 8  | Cannon Shot   | George Ellis       | Early F. Wright         | C. A. Hartwell      | 10.70 |
| 13 | 16 | Modest        | James Wallace      | John F. Schorr          | Edward B. McLean    | 10.70 |
| 14 | 15 | Diogenes      | Clyde Ponce        | Robert A. Smith         | Sarah F. Jeffords   | 10.70 |
| 15 | 19 | Nautical      | Chick Lang         | William M. Garth        | Joshua S. Cosden    | 10.70 |
| 16 | 17 | Mr. Mutt      | John Merimee       | Albert B. "Alex" Gordon | Bud Fisher          | 35.00 |
| 17 | 18 | Baffling      | George W. Carroll  | Herbert J. Thompson     | Edward R. Bradley   | 10.25 |
| 18 | 11 | Wild Aster    | Frank Coltiletti   | Scott P. Harlan         | Greentree Stable    | 10.70 |
| 19 | 14 | Bob Tail      | Eric Blind         | Herbert J. Thompson     | Edward R. Bradley   | 10.25 |

Segrande uppfödare: Rosa M. Hoots (KY)